# أمعائية زوريخية
أمعائية زوريخية (الاسم العلمي: Enterobacter turicensis) هي نوع من البكتيريا يتبع جنس الأمعائية من الفصيلة الأمعائيات.